# Oberonia torana
Oberonia torana är en orkidéart som beskrevs av Johannes Jacobus Smith. Oberonia torana ingår i släktet Oberonia och familjen orkidéer. Inga underarter finns listade i Catalogue of Life.